# Францев, Владимир Андреевич
Влади́мир Андре́евич Фра́нцев (1867—1942) — русский филолог-славист, историк литературы, специалист по межславянским литературным связям. Академик Российской академии наук (1921).

## Биография
Родился в 1867 году в Новогеоргиевской крепости в семье лекарского помощника новогеоргиевского госпиталя. Учился в русской гимназии в Варшаве, в 1887—1890 годах — в Императорском варшавском университете на историко-филологическом факультете, после его окончания преподавал русский язык, русскую словесность, историю и географию в Варшавской 2-й женской гимназии. В 1892 году защитил кандидатскую диссертацию «Сказки и песни о благородных животных», и параллельно с работой в гимназии стал стипендиатом Императорского варшавского университета, готовясь к получению звания профессора.
В 1897—1900 годах находился в заграничной командировке для подготовки магистерской диссертации. С 1900 года занял должность доцента по кафедре истории славянских наречий и литератур в Императорском варшавском университете. После защиты в 1902 году магистерской диссертации «Очерки по истории чешского возрождения» Францев был в 1903 году назначен экстраординарным профессором, а защитив в 1906 году докторскую диссертацию «Польское славяноведение конца XVIII и первой четверти XIX столетия» стал с 1907 года ординарным профессором.
В 1904 году В. А. Францев был избран иностранным членом Чешской Академии наук и искусств. С началом Первой мировой войны Императорский варшавский университет был переведён в Ростов-на-Дону, где Францев был лишён возможности заниматься научной работой. В 1915 году он был избран член-корреспондентом Императорской академии наук по Отделению русского языка и словесности.
От советских властей Францев получил разрешение на выезд в Польшу, откуда уехал в Чехословакию. 10 ноября 1921 года он прибыл в Прагу, где получил должность ординарного профессора славянской филологии в Карловом университете. Одновременно с этим из Петрограда пришло известие о том, что отделение русского языка и словесности Российской Академии наук 9 ноября 1921 года избрало его своим действительным членом. Однако В. А. Францев отказался от этого звания, в 1927 году принял чехословацкое гражданство и был исключён из членов Российской академии наук ввиду непосещения её заседаний. Тем временем за активное изучение связи русских учёных и писателей с западными и южными славянами он был избран член-корреспондентом Академии наук Болгарии. В контактах с русской колонией в Праге Францев уклонялся от политических проблем, и если выступал в публичных мероприятиях, то только с лекциями на темы профессионального плана.
Несмотря на полную адаптацию к чешской среде, Францев активно участвовал в организации научной жизни русской эмиграции. Он представлял русскую эмиграцию на международных съездах и других форумах, публиковал статьи и другие сочинения в эмигрантских изданиях. Он являлся председателем Русской Академической Группы в Праге, входил в комитет по организации I съезда «Союза русских академических организаций за границей», состоявшегося в Праге 10 октября 1921 года. Францев был избран членом правления съезда и товарищем председателя. На втором съезде «Союза русских академических организаций» в октябре 1922 года В. А. Францев прочитал доклад и был избран в состав правления съезда. Третий съезд русских академических организаций проходил с 25 сентября по 2 октября 1924 года также в Праге. Здесь Францев прочитал доклад об основных этапах в развитии русско-чешских научных связей в XVIII—XIX вв. Номинировал на Нобелевскую премию по литературе в 1926 г. П. Н. Краснова и в 1931-33 гг. И. А. Бунина
С 1930 года В. А. Францев был членом Славянского института, где активно работал вместе с другими учёными над изданием документов о славянских связях. В 1937 году он ушёл на пенсию, но продолжал работать в Славянском институте, перестав его посещать лишь после того, как Чехословакия была оккупирована немцами, которые взяли институт под свой контроль. Похоронен на Ольшанском кладбище в Праге.

## Награды и премии
- Премия им. А. А. Котляревского Российской Императорской академии наук.

## Избранные труды
- «А. С. Пушкин в чешской литературе» (1898)
- «Главнейшие моменты в развитии чешского славяноведения» (1901)
- «Н. В. Гоголь в чешской литературе» (1902)
- «Очерки по истории чешского возрождения» (1902)
- «Польское славяноведение конца XVIII и первой четверти XIX в.»
- «Письма Вячеслава Ганки из славянских земель» (1905)
- «Корреспонденция П. Й. Шафарика с русскими учёными» (1927—1928, на чешском языке)
- «Пушкин и польское восстание 1830—1831 гг.» (1929)
- Последнее учёное путешествие графа Яна Потоцкого 1805—1806. Из материалов для его биографии. Прага, 1938.